# Магнитная анизотропия
Магнитная анизотропия — зависимость магнитных свойств ферромагнетика от направления намагниченности по отношению к структурным осям образующего его кристалла. Её причиной являются слабые релятивистские взаимодействия между атомами, такие как спин-орбитальное и спин-спиновое.

## Микроскопическая теория

### Гамильтониан и переход к макроскопической теории
Описание магнитной анизотропии в макроскопической теории магнетизма обычно осуществляется введением энергии магнитной анизотропии. Она может быть получена через гамильтониан системы атомов методом возмущений, в котором роль малых возмущений играют релятивистские взаимодействия, но так же её общий вид может быть получен из кристаллографической симметрии кристалла.
Гамильтониан системы спинов с учетом простейшей анизотропии обычно представляется в виде
{\displaystyle {\mathcal {H}}_{an}=-\sum _{n}{\mathcal {J}}_{k}S_{n}^{k}S_{n+\delta }^{k}-{\frac {1}{2}}\sum _{n}[{\mathcal {K}}_{1}(S_{n}^{1})^{2}+{\mathcal {K}}_{2}(S_{n}^{1})^{2}],}
где индекс n нумерует спины в кристаллической решетке, {\displaystyle \delta } пробегает по ближайшим соседям n-го спина Sn, а индекс {\displaystyle k=1,2,3} соответствует прямоугольным декартовым координатам x, y и z. Первая сумма в этом выражении ставится в соответствие так называемой обменной анизотропии, а вторая — одноионной. Коэффициенты {\displaystyle {\mathcal {J}}_{k}} и {\displaystyle {\mathcal {K}}_{k}} определяют вклад каждой из них по соответствующей оси. Обменная анизотропия обычно достаточно мала и играет роль небольшой добавки к гамильтониану обменного взаимодействия. Для ферромагнетиков эта добавка обычно записывается как сумма скалярных произведений соседних спинов:
{\displaystyle {\mathcal {H}}=-J\sum _{n}S_{n}^{k}S_{n+\delta }^{k}.}
Постулируется, что к энергии магнетика можно перейти путём замены оператора спина {\displaystyle \mathbf {S} } на величину, равную магнитному моменту, приходящемуся на один узел кристаллической решетки {\displaystyle -{\frac {a^{3}}{2\mu _{B}}}M_{s}\mathbf {m} (\mathbf {r} _{n})}, где a — постоянная решётки, {\displaystyle \mu _{B}} — магнетон Бора, Ms — намагниченность насыщения, а {\displaystyle \mathbf {m} } — единичный вектор, сонаправленный намагниченности, и разложением намагниченности в ряд Тейлора вблизи узла решётки
. Зависимость плотности полной энергии магнетика от анизотропных членов можно представить в виде
{\displaystyle w=A\left(\nabla m_{i}\right)^{2}2-K_{1}m_{x}^{2}-K_{3}m_{z}^{2}.}